# Orimarga (Orimarga) asignata
Orimarga (Orimarga) asignata is een tweevleugelige uit de familie steltmuggen (Limoniidae). De soort komt voor in het Oriëntaals gebied.